# Cabó
Cabó és una vila i municipi català situat al sud-oest de la comarca de l'Alt Urgell. Adscrit a l'Urgellet històric, administrativament parlant pertany a la província de Lleida i forma part del Principat de Catalunya. Aquesta entitat municipal actualment té tres pobles habitats i la capital municipal està situada a Cabó, petita població situada al centre de la vall del mateix nom. El centre de serveis més proper es troba a Organyà, i la ciutat més propera és la Seu d'Urgell.

## Geografia
- Llista de topònims de Cabó (Orografia: muntanyes, serres, collades, indrets..; hidrografia: rius, fonts...; edificis: cases, masies, esglésies, etc).

| Entitat de població | Habitants (2023) |
| Cabó                | 55               |
| el Pujal de Cabó    | 24               |
| el Vilar de Cabó    | 20               |
| Font: Idescat       |                  |

Entitats de població de Cabó

El terme municipal de Cabó limita al N amb les terres de Noves de Segre, a l'E amb l'enclavament de Baridà del Pla de Sant Tirs (Ribera d'Urgellet), Fígols i Alinyà i amb Organyà, al S ho fa amb Coll de Nargó i Abella de la Conca, i a ponent amb Conca de Dalt, aquests dos últims municipis de la comarca del Pallars Jussà.
Cabó és un municipi que s'estén al llarg de la vall del Riu de Cabó. La vall de Cabó és molt ampla i rica tenint en compte el cabal del riu. És orientada d'oest a est, amb una forma que denota la seva formació glacial i amb el riu formant un profund solc amb secció en forma de V. El riu passa per la banda nord de la vall, de forma que els camps de conreu i el bosc es disposen a la banda sud del riu (a la seva dreta). Tanquen la vall per l'oest la Serra de Boumort (que fa frontera amb la comarca del Pallars Jussà), pel nord el Solà (fronterer amb les Valls d'Aguilar) i pel sud la Serra de Sant Joan (frontera amb el municipi de Coll de Nargó). L'alçada mitjana de la zona poblada o conreada és d'uns 600 m.
| 1497 f | 1515 f | 1553 f | 1717 | 1787 | 1857 | 1877 | 1887 | 1900 | 1910 |
| ------ | ------ | ------ | ---- | ---- | ---- | ---- | ---- | ---- | ---- |
| -      | 7      | 16     | 88   | 475  | 680  | 634  | 660  | 541  | 513  |

| 1920 | 1930 | 1940 | 1950 | 1960 | 1970 | 1981 | 1990 | 1992 | 1994 |
| ---- | ---- | ---- | ---- | ---- | ---- | ---- | ---- | ---- | ---- |
| 573  | 513  | 425  | 398  | 395  | 243  | 163  | 158  | 143  | 143  |

| 1996 | 1998 | 2000 | 2002 | 2004 | 2006 | 2008 | 2010 | 2012 | 2014 |
| ---- | ---- | ---- | ---- | ---- | ---- | ---- | ---- | ---- | ---- |
| 127  | 120  | 123  | 118  | 114  | 104  | 99   | 95   | 94   | 98   |

| 2016 | 2018 | 2020 | 2022 | 2024 | 2026 | 2028 | 2030 | 2032 | 2034 |
| ---- | ---- | ---- | ---- | ---- | ---- | ---- | ---- | ---- | ---- |
| 92   | 97   | 93   | 98   | 89   | -    | -    | -    | -    | -    |

El municipi comprèn diversos nuclis habitats i alguns altres d'abandonats que es disposen prop del riu, però sempre amunt, a la zona del con d'origen glacial, i no avall a la vora del riu, ocupant llocs estratègics prop dels camps.

### Poble de Cabó
La principal població de la vall és Cabó, ubicada a la confluència del Riu de Cabó (que neix al "Cap de la Vall") i la Llau de l'Anglada (que neix a Prat Montaner, molt a prop de Serra de Boumort 2076,2 m). Aquesta està dividida en dos parts pel riu de Cabó: la part antiga o nucli antic edificat a la part nord i la part nova establerta a la part sud.
El nucli antic construït aprofitant una petita formació calcàrea en forma de turó al peu de la Serra de Prada es caracteritza per edificis de pedra vista i de teulada inclinada a dos vessants. La majoria dels edificis d'aquesta part antiga són dels s. XVI -XIX i és fàcil establir-ne una cronologia des dels més antics al capdamunt de la població fins als més nous que són ben a prop de la llera del riu formant l'anomenat "Raval". L'esglaonament dels edificis des de la plaça del cap del poble fins a la plaça del molí o del raval té el seu origen en la bona defensa què proporcionava aquest fet al moment d'alertar a la població de la proximitat d'enemics i poder preparar una bona defensa del poble en cas d'hostilitats durant l'edat moderna. Destacar el pont de pedra al peu de la població construït l'any 1912 en substitució de l'antic gual per travessar el riu què s'havia endut l'aiguat de 1907. Aquest pont juntament amb un altre a l'extrem oposat de la vila construït als anys quaranta serveixen per comunicar el poble amb la carretera d'Organyà. És interessant mencionar l'existència d'una antiga palanca entremig dels dos ponts què l'aiguat de 1982 s'endugué i de la qual no en queda cap testimoni.

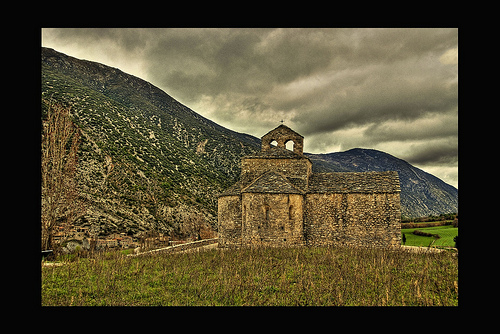
Església vella de Sant Serni de Cabó.

La part sud es caracteritza per cases aïllades i disseminades construïdes als marges de la carretera d'Organyà i què estan establertes al voltant de les propietats dels mateixos veïns construïdes entre els s. XVIII i XX.
El poble consta a més de dues esglésies: l'Església vella de Sant Serni de Cabó del s. X ubicada a la rodalia de la població i l'Església nova advocada al mateix sant construïda el 1950 a la part nova. També cal destacar l'existència del consistori de la vall a la mateixa població just a tocar de l'Església Nova. El poble conta a més amb un restaurant "Cal Magí" què gaudeix de gran fama pels cargols i altres plats casolans què s'hi cuinen. Té un molí i una premsa d'oli i compta amb un parc infantil construït l'any 2009

### Vilar de Cabó
El següent nucli en importància és el Vilar de Cabó, a la part central de la vall, on aquesta és més ampla i plana, i amb més terreny cultivable. A diferència de Cabó el poble s'ha desenvolupat seguint una estructura simètrica al voltant de la Plaça Major. Destaca del poble, l'església de Sant Miquel, contemporània a la de Sant Serni de Cabó. A dintre de l'església hi ha pintades unes imatges de gran valor artístic per la seva bellesa. A l'altra banda del riu, part nord, s'estenen un conjunt de vinyes què dominen tota la part solana.

### Pujal d'Organyà
Més avall, prop ja d'Organyà, i molt amunt respecte al nivell del riu, hi ha l'últim nucli d'importància: El Pujal de Cabó o també anomenat Pujal d'Organyà. És a sobre d'un pujol, d'aquí deriva el nom de Pujal, des d'on es domina tota la desembocadura del riu de Cabó. Aquí també es pot destacar la font pública feta amb un bloc de formigó en forma d'engranatge. L'aigua d'aquesta població no s'extreu del riu sinó de la Font Bordonera d'Organyà.

### Altres pobles
Molt més amunt, pujant pel riu de Senyús hi han dos nuclis més, ara deshabitats: Senyús, sobre un tallant entre els dos rius, i les Escales, un conjunt de bordes i aixoplucs pel bestiar i els pastors. També destaca el llogaret d'Ares situat a la muntanya del mateix nom.

## Història

### Prehistòria
L'existència de monuments megalítics a la vall demostra l'existència de pobladors a la Vall des d'èpoques prehistòriques. Això no és d'estranyar, donada la riquesa natural de la vall, la seva extensió i que és poc elevada en comparació amb les valls prepirinenques dels voltants i, per tant, menys freda. Entre els megàlits o dolmens documentats són d'est a oest: Dolmen de Cal Llauna, Dolmen de Colomera, Dolmen del Mal Pas, Dolmen de l'Oliva, Dolmen de Pedracabana i Dolmen de Favà. En total són sis dòlmens la majoria dels quals van ser construïts entre el 2000 i el 1500 aC.

### Edat Antiga

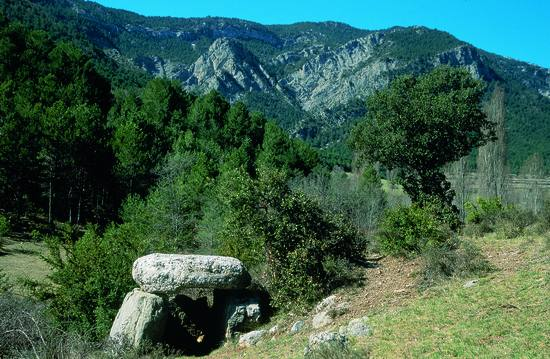
Dolmen de Favà 2000-1500 aC

La vall de Cabó fou probablement durant l'època preromana territori de la tribu ibèrica dels iacetans just al límit amb els ceretans al nord i els bargusis a l'est. El fet que el pas pel Congost de Tresponts fos aleshores intransitable feia que els viatgers que anaven cap a l'Urgellet haguessin de travessar la vall per continuar cap al nord. Algunes llegendes afirmen que Hanníbal Barca, cap dels cartaginesos durant la Segona Guerra Púnica, va travessar la vall amb les seves tropes l'any 219 aC de camí cap a Roma.

### Edat mitjana
Cau l'Imperi Romà i el món cau a la foscor. Durant el s. IV la nombrosa presència cristiana a la comarca obliga a crear el Bisbat d'Urgell. Serà aleshores quan naixerà la primitiva església de Sant Serni de Cabó què més tard esdevindrà monestir (documentat a l'acta de consagració de la catedral de Santa Maria de la Seu d'Urgell de l'any 839).
Després de la invasió musulmana d'Hispània l'any 714 i de la reconquesta duta a terme per Carlemany l'any 785 la vall passa sota jurisdicció del Comtat d'Urgell. Borrell I d'Osona (†820), primer comte d'Urgell després de la reconquesta, va ser probablement qui va instituir el títol de Senyors de Caboet. La riquesa de la vall de Cabó era donada pel monestir benedictí al cap d'un pujol del qual ens resta l'església romànica del s. X orientada de sud a nord assentada sobre una altra església anterior orientada d'est a oest.
La menció més antiga que es conserva referent a la vall de Cabó es troba en un document de venda d'un hort situat "in valle Nempetana" datat l'any 867.
L'any 839 la Vall de Cabó ja apareix mencionada a l'acta de consagració de la catedral de Santa Maria de la Seu d'Urgell sota el nom de Kapudeizo, també apareixen els parròquies d'Organyà (Horganiano) i Favà (Favano).
En els documents procedents de la col·legiata d'Organyà dels segles IX al principi del XII apareixen documentats com a nuclis de població de la vall; Favà (867), el Vilar (929), Espodolla (990), l'Ametlla (1006), Anell (1009), Coma (1015), Cabó (1017), Fontanet (1021), Pujal (1038), Tragó (1038), Boixadera (1065), Ares (1068, mentre el castell ja apareix el 1027), i el Puig o Pui (1089), a més de la vila d'Organyà.

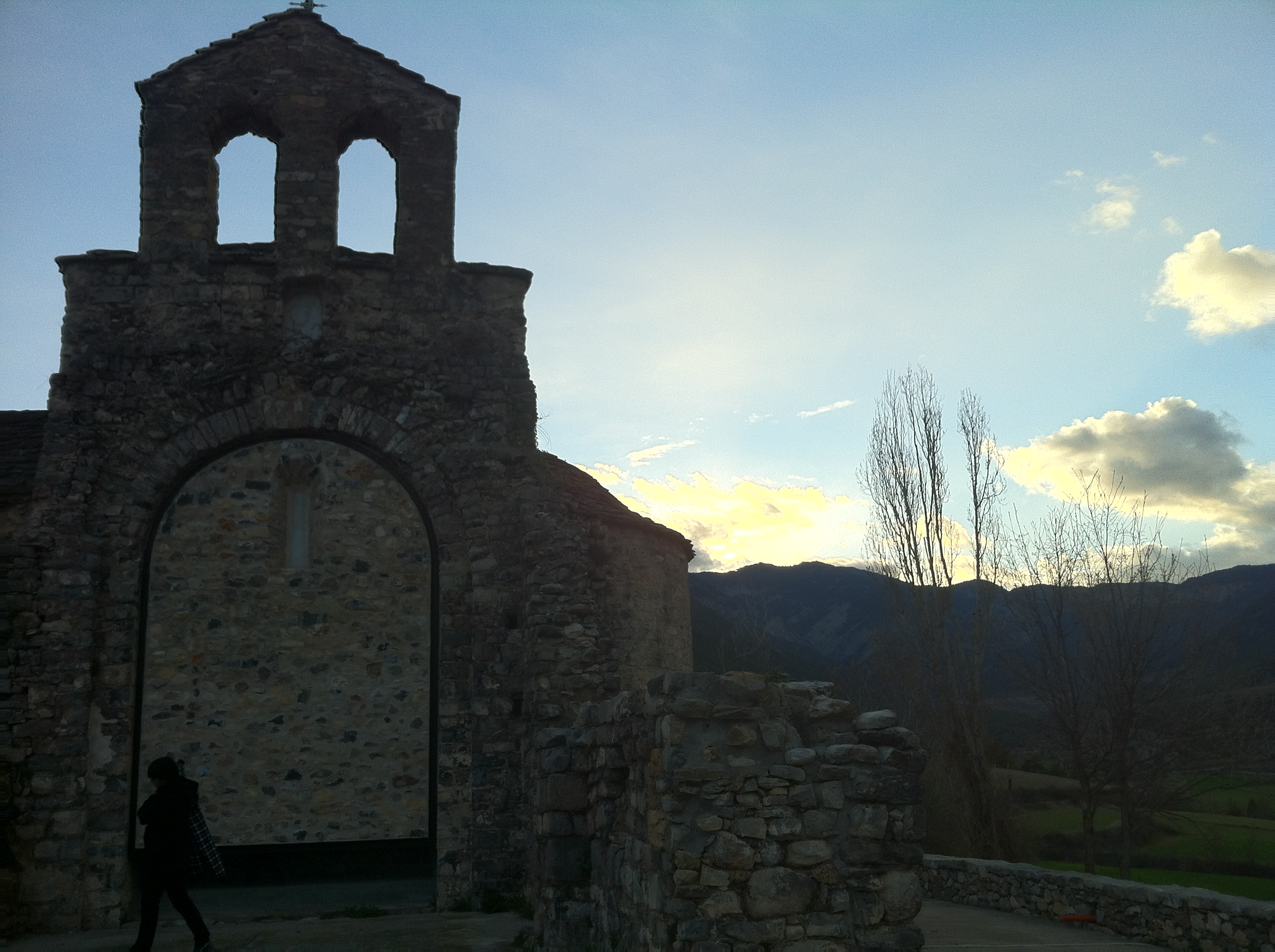
Vista de la part posterior de l'Església de Sant Serni de Cabó on abans del 1950 hi havia la rectoria.

Els enllaços matrimonials dels Senyors de Caboet van fer que aquests gaudissin d'un poder econòmic i influència política amb els mateixos bisbes d'Urgell. Isarn de Caboet és el primer senyor de Caboet del qual en tenim constància i va viure durant el s. X. El seu fill Ramón I de Caboet (mort vers el 1020), el seu net Isarn Ramón (†1065-1067) i el seu besnet Guitard Isarn de Caboet (†1102-1104) van continuar el seu llegat ampliant els dominis dels senyors de Caboet per les valls de Sant Joan i Andorra. Així l'any 1095 el Bisbat d'Urgell a canvi de protecció militar, va cedir els seus drets polítics, militars i judicials a la família Caboet del qual va quedar constància al testament del senyor de Caboet (Greuges de Guitard Isarn), el text complex més antic en català.
A la mort de Guitard Isarn el senyoriu va passar a mans del seu fill Guillem de Caboet (†1110-1112) i al morir aquest el testa a favor del seu germà Miró Guitard de Caboet (†1154-1155) el qual es va casar amb Valencia. A la mort de Miró i després de la mort del seu fill gran : Ramón II de Caboet (†1156) se'n feu càrrec del senyoriu el fill petit Arnau de Caboet (†1170). Arnau es va casar amb Ermergarda de Taús i amb aquest matrimoni les Valls d'Aguilar van passar al poder dels Caboet.
Arnaua o Arnaldeta de Caboet (segons les fonts) era filla d'Arnau de Caboet i Ermergarda de Taús i visqué sota la protecció del comte d'Urgell Ermengol VII tota la seva infància. L'any 1180 va contreure matrimoni amb Bertran de Tarascó a petició del mateix comte però aquest va morir poc després deixant un nadó de pocs mesos: Bertran de Tarascó (†1194-1198). Desobeint els consells del successor i fill d'Ermengol VII, Ermengol VIII, es va casar l'any 1185 amb Arnau I de Castellbò (†1226) vinculat al catarisme.

Armes dels Castellbò (s.XIII)

Amb la mort de Bernat de Tarascó, hereu legítim del senyoriu de Caboet, l'any 1194, Ermengol VIII es va negar a reconèixer que l'hereva del senyoriu passava a ser la filla del segon matrimoni d'Arnaldeta : Ermessenda vescomtessa de Castellbò i senyora de Caboet. La guerra entre el comte i el vescomte va acabar l'any 1199 amb el reconeixement del poder d'Arnau de Castellbò sobre les valls de Cabó, Sant Joan i Andorra.
Amb la mort d'Arnaldeta (1202), la seva filla Ermessenda de Castellbò va casar-se l'any 1208 amb Roger Bernat II de Foix, futur comte de Foix. Així després de la mort d'Arnau de Castellbò el 1226 Ermessenda va passar a ser vescomtessa de Castellbò i senyora de Caboet, Sant Joan i Andorra.
A la mort d'aquesta el 1230 el títol de Senyors de Caboet va passar a pertànyer al seu marit que el donà als descendents del matrimoni amb Ermessenda. Així la vall de Cabó va passar a pertànyer al Comtat de Foix i més tard al Regne de Navarra l'any 1479. L'any 1278 els comtes de Foix van acceptar tenir en feu honrat les valls de Cabó, Sant Joan i Andorra amb el Bisbat d'Urgell d'acord amb la sentència del Pariatge d'Andorra. Tot i això l'any 1162 els cent setze caps de casa de la vall de Cabó ja havien prestat homenatge al bisbe d'Urgell.
Després del casament d'Arnaldeta i Arnau la casa pairal dels senyors abandona la vall i ja no va tornar a establir-s'hi mai més. L'allunyament del poder polític, la inseguretat i les epidèmies dels segles XIII, XIV i XV van conduir a un abandonament progressiu de la vall durant la baixa edat mitjana (molt pitjor que l'actual).

### Edat Moderna i Contemporània

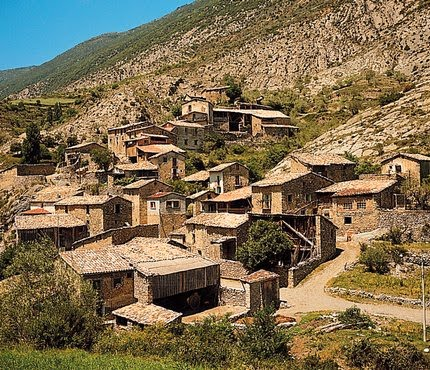
Cabó, any 1970

Al s.XVI la Vall de Cabó passa a formar part del Regne d'Espanya amb la conquesta del Regne de Navarra per Ferran el Catòlic.
Durant el s.XIX la vall va experimentar un augment demogràfic què culmina el 1860 amb una població total de 680 habitants (sumant els pobles de Cabó, El Vilar de Cabó, El Pujal d'Organyà, Ares i Senyús).
A partir del darrer terç del s.XIX i durant tot el segle XX la vall ha experimentat una caiguda constant de població i actualment té 98 habitants empadronats : la majoria gent gran i de mitjana edat. Tot i això, en els darrers anys, famílies amb alguna vinculació a la Vall de Cabó han decidit fixar de nou la seva residència aquí.

## Política i vida municipal a la Vall de Cabó
El 3 d'abril de 1979, després del suport majoritari del poble espanyol a la Constitució de 1978, es van celebrar les primeres eleccions municipals que van significar un pas endavant cap a la consolidació de la democràcia, la llibertat i els drets dels ciutadans. Després de quaranta anys de dictadura, els veïns de la Vall de Cabó van poder tornar a exercir el seu dret a vot i elegiren els seus representants més pròxims, així com el dret a ser elegits per constituir els primers governs municipals democràtics.

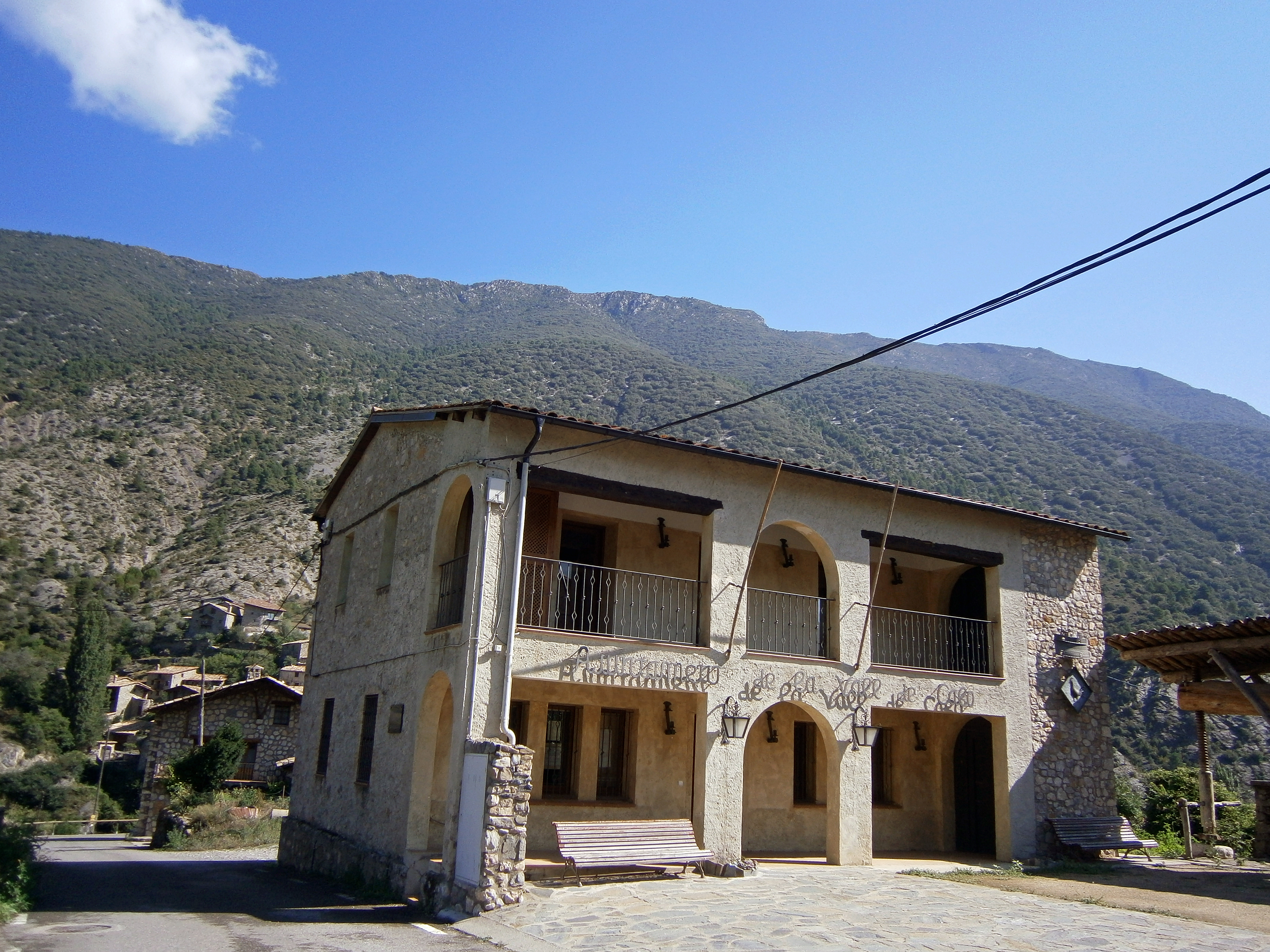
Imatge recent de l'edifici actual de l'Ajuntament de la Vall de Cabó fruit de la remodelació de l'any 2007

Les eleccions van tenir lloc amb total normalitat i l'única candidatura presentada als comicis, sota els auspicis del secretari municipal del franquisme, va esdevenir la guanyadora. Aquesta es va presentar sota el paraigües del partit democratacristià Centristes de Catalunya-UCD i va obtenir 83 vots (un 50,6% del cens de 163 veïns del municipi). Josep Bullich Bosa, veí de Cabó, fou escollit alcalde essent el primer alcalde de la recent inaugurada democràcia. Formaven part del primer consistori democràtic, després de la dictadura, els veïns Ramón Solanelles Graell, Josep Mª Ubach Cardenes, Francesc Bullich Salvadó i Josep Tarrés Bentanachs. 
Un dels problemes més greus amb el qual va haver de fer front l'ajuntament fou els Aiguats de la conca del Segre de 1982. Entre el 7 i 8 de novembre del 1982 un greu episodi de pluges va provocar el desbordament del riu de Cabó i dels seus afluents. Nombroses peixeres van desaparèixer i tres edificis del poble de Cabó es van esfondrar parcialment. Els danys a la resta d'immobles i instal·lacions ramaderes van ser quantiosos a més dels danys causats per la força de l'aigua sobre les finques rústiques. Un dels edificis afectats fou el mateix edifici municipal, el solar del qual fou subhastat poc temps després a favor d'un particular.  
L'any 2003 la gran majoria dels veïns de la Vall van donar la confiança en un grup de persones encapçalat per l'actual alcalde Josep Marquès Castany, el qual havia estat regidor en anteriors consistoris des dels anys vuitanta. Aquest grup ha dut a terme la difícil tasca (i no sempre a gust de tothom) de tirar endavant el municipi. Han estat uns anys on han treballat intensament i amb constància, buscant recursos per tot arreu, malgrat els ha tocat viure uns temps difícils degut a les retallades que han patit les administracions. 

### Històric d'alcaldes del municipi de Cabó des de 1979 fins al 2015
| Partit | Alcalde                  | Legislatura | Presa de possessió | Baixa      |
| CiU    | JOSEP MARQUÈS I CASTANY  | 2015-2019   | 13/06/2015         |            |
| CiU    | JOSEP MARQUÈS I CASTANY  | 2011-2015   | 11/06/2011         |            |
| CiU    | JOSEP MARQUÈS CASTANY    | 2007-2011   | 16/06/2007         | 21/05/2011 |
| CiU    | JOSEP MARQUÈS CASTANY    | 2003-2007   | 14/06/2003         | 26/05/2007 |
| CiU    | ANTONI BETRIU VIDAL      | 1999-2003   | 03/07/1999         | 24/05/2003 |
| CiU    | ANTONI BETRIU VIDAL      | 1995-1999   | 17/06/1995         | 12/06/1999 |
| CiU    | ANTONI BETRIU VIDAL      | 1991-1995   | 06/10/1994         | 27/05/1995 |
| CiU    | FRANCESC BULLICH SALVADÓ | 1991-1995   | 15/06/1991         | 06/10/1994 |
| CiU    | FRANCESC BULLICH SALVADÓ | 1987-1991   | 30/06/1987         | 25/05/1991 |
| Ind.   | FRANCESC BULLICH SALVADÓ | 1983-1987   | 23/05/1983         | 09/06/1987 |
| UCD    | JOSEP BULLICH BOSA       | 1979-1983   | 19/04/1979         | 07/05/1983 |

- 
La present informació ha estat extreta de l'organisme oficial que gestiona les comarques i els ens locals a Catalunya.

### Composició del ple de l'ajuntament de Cabó durant la legislatura anterior i l'actual
| Legislatura    | 2011 - 2015                                                                                          | Legislatura              | 2015 - 2019                                                                                             |
| Partit polític | Informació                                                                                           | Partit polític           | Informació                                                                                              |
| CIU            | Nom: Josep Marqués Castany Càrrec: Alcalde Nomenament: 11-06-2011 Comarca: Alt Urgell Àrea: Cabó     | CIU                      | Nom: Josep Marqués Castany Càrrec: Alcalde Nomenament: 13-06-2015 Comarca: Alt Urgell Àrea: Cabó        |
| PM             | Nom: Ventura Obiols Bentanachs Càrrec: Regidor Nomenament: 11-06-2011 Comarca: Alt Urgell Àrea: Cabó | ERC - AM                 | Nom: Ventura Obiols Bentanachs Càrrec: Regidor Nomenament: 13-06-2015 Comarca: Alt Urgell Àrea: Cabó    |
| PM             | Nom: Xavier Bullich Coll Càrrec: Regidor Nomenament: 11-06-2011 Comarca: Alt Urgell Àrea: Cabó       | PSC - Compromís per Cabó | Nom: Xavier Bullich Coll Càrrec: Tinent d'Alcalde Nomenament: 29-06-2015 Comarca: Alt Urgell Àrea: Cabó |

## Economia
Per la Serra de Boumort (a l'extrem oest de la vall) hi passa la Cabanera, ruta molt important de transhumància usada des de l'època medieval per a portar els ramats d'ovelles des de les comarques del sud fins als Pirineus (a la primavera) i viceversa (a la tardor). En aquesta serra hi ha un pas, anomenat Pas Comptador, usat els pastors per a poder comptar les ovelles que guiaven i comprovar que no n'havien perdut gaires. Quan els ramats tornaven a la tardor dels prats del Pirineu, podien optar per fer estada a Taús (pocs quilòmetres més al nord, un important centre de compra i venda de ramats) o baixar a vendre'ls a la Fira de Sant Andreu a Organyà. Aquesta situació privilegiada i el Pas Comptador donaven a Cabó una gran importància estratègica i econòmica. Molt a prop del pas Comptador hi ha també un pou de gel, que contribuïa també a l'activitat econòmica de la zona.

## Cultura, educació, lleure i esport
El camí del bosc, poc transitat, ha tornat a tenir nova vida gràcies a rutes en bicicleta que visiten els esmentats dòlmens i a la presència molt nombrosa de boletaires tota la tardor i primavera. A l'extrem est de la vall, i dins del terme municipal d'Organyà, hi ha una zona amb una excel·lent reputació entre els amants del parapent, que l'anomenen la catedral d'aquest esport (Muntanya màgica). Més amunt de Cabó es pot ascendir fins a l'ermita de Sant Serni, romànica, que mereix una visita tot i estar en un estat de conservació força deplorable.
Per als amants de les caminades a peu, és molt recomanable una ruta d'un parell de dies a través del Parc Natural de Boumort. És un camí senzill, que comença a Cabó i puja per Senyús cap a Prat Montaner, molt a prop de Pas Comptador; passa ben a la vora del Roc dels Quatre Alcaldes (que fa de frontera de quatre municipis) i baixa cap a Cuberes (al Pallars), per tornar a pujar suaument cap als Castells (municipi de les Valls d'Aguilar) planant cap a Taús, i finalment arribant a la Guàrdia d'Ares. Des de la Guàrdia hi ha un camí ben conservat que baixa novament fins a la Vall de Cabó. A part de l'interès paisatgístic de la ruta, freqüentat per senglars ("porc fer" en la parla local), cérvols i exemplars de trencalòs (Gypaetus barbatus).